# Ruta Nacional 131 (Argentina)
La Ruta Nacional 131 es una carretera argentina asfaltada en 2011, que se encuentra en el centro-oeste de la Provincia de Entre Ríos. En su recorrido de 41 kilómetros asfaltados une el puerto de la ciudad de Diamante en el Río Paraná con la Ruta Nacional 12 en el km 401, cerca de la ciudad de Crespo.
Fue asfaltada en 2011 y ampliada con la incorporación del tramo entre Villa Fontana y Gobernador Etchevehere, con un monto superior a los 5 millones de pesos e inaugurado por el gobernador Sergio Urribarri.
El camino continúa después de la ruta 12 como ruta provincial 32.

## Localidades
Las ciudades por las que pasa esta ruta de oeste a este son las siguientes.

### Provincia de Entre Ríos
Recorrido: 41 km (kilómetro 0 a 41). La ruta no pasa por el centro de la ciudad, sino que la rodea por el norte, pasando por la localidad de Strobel.
- Departamento Diamante: Diamante (kilómetro 0-6).

- Departamento Paraná: Crespo (km 35-39).

## Traza antigua
Antiguamente había otra ruta con este número en el tramo Paraná, Crespo, Nogoyá, Rosario del Tala, Basavilbaso, Concepción del Uruguay con 276 km asfaltados. Actualmente el tramo Paraná - Nogoyá pertenece a la Ruta Nacional 12, mientras que el resto pertenece a la Ruta Provincial 39. Se encuentra marcado en verde en el mapa adjunto.